# Ред Банк (Тенеси)
Ред Банк (енгл. Red Bank) град је у америчкој савезној држави Тенеси.

## Демографија
По попису из 2010. године број становника је 11.651, што је 767 (-6,2%) становника мање него 2000. године.
| Група             | 2000.          | 2010.         |
| Белци             | 10.726 (86,4%) | 9.630 (82,7%) |
| Афроамериканци    | 1.023 (8,2%)   | 869 (7,5%)    |
| Азијати           | 110 (0,9%)     | 153 (1,3%)    |
| Хиспаноамериканци | 352 (2,8%)     | 752 (6,5%)    |
| Укупно            | 12.418         | 11.651        |